# Frostius pernambucensis
Frostius pernambucensis es una especie de anfibios de la familia Bufonidae.
Es endémica de la zona costera del nordeste de Brasil.
Su hábitat natural son los bosques secos tropicales o subtropicales.
Está amenazada por la destrucción de su hábitat natural.